# Giacomo Calegari
Giacomo Calegari (Piazza Brembana, 30 settembre 1848 – Bergamo, 30 settembre 1915) è stato un pittore italiano ottocentesco formatosi presso l'Accademia Carrara di Bergamo, dove è allievo di Enrico Scuri.

## Biografia
Nato nel comune montano di Piazza Brembana, rimasto orfano 7 anni della madre Santina Covelli a causa di un'epidemia di colera, esercita la professione di fabbro come il padre Giacomo fino al 1867, anno in cui si iscrive all'Accademia Tadini di Lovere.
Nel 1868 risulta iscritto all'Accademia Carrara di Bergamo, che frequenta fino al 1879 e dove segue i corsi del classicista bergamasco Enrico Scuri e dell'architetto Giovanni Cominetti, al pari di altri giovani artisti locali quali Ponziano Loverini, Giovanni Cavalleri, Rinaldo Agazzi e Abramo Spinelli.
Nel 1876 riceve il premio biennale di pittura del valore di 500 lire, con l’opera Scena di famiglia con bersagliere, mentre nel 1883 sposa Ester Maria Calegari, dalla quale avrà quattro figli, trasferendosi definitivamente a Bergamo.
Nel 1898 è nominato membro della commissione della Società d’Incoraggiamento di Belle Arti di Milano.
Nel 1906 viene colpito da emiparesi destra, che lo costringe a ridurre al minimo il proprio lavoro e a doversi sostentare con la vendita di numerose opere di sua proprietà.
Muore a Bergamo il 10 settembre 1915 per arresto cardiaco.

## Valore artistico
La produzione di Calegari è ripartita tra pittura di genere e ritrattistica familiare, che prevale, su commissione pubblica o privata (come le importanti famiglie bergamasche dei Suardi, degli Zanchi e dei Camozzi), talvolta eseguita post-mortem utilizzando il recente strumento della riproduzione fotografica.
Lo stile è caratterizzato da un'aderenza ai temi puramente veristi, dove volti e tratti dei soggetti sono resi con sobrietà e mediante la valorizzazione di luci e colori.
Ampia la produzione di affreschi di scene sacre, realizzate presso le chiese del territorio bergamasco.

## Esposizioni
Presso l'Accademia Carrara di Bergamo
- 1884 con Lavoro campestre, Refezione e Forbice democratica.
- 1887 con Nozze d’oro.
- 1891 con Barbiere del nonno e Ritratto di bambini.
- 1901 con Giovane contadino.

Nel 1892 presso l’esposizione internazionale di Belle Arti di Lugano.
Nel 1896 presso l’esposizione provinciale di Belle arti di Bergamo con Reduce d’Africa.
Nel 1897 presso l’esposizione donizettiana di Bergamo con un ritratto morente del celebre compositore Gaetano Donizetti.

## Opere su tela
- Autoritratto (1875);
- Scena di famiglia con bersagliere (1876);
- Lavoro campestre (1884);
- Refezione (1884);
- Forbice democratica (1884);
- Nozze d’oro (1887);
- Ritratto di Giovanni Zanchi (1890-1895), Accademia Carrara, Bergamo[5];
- Ritratto del cavaliere maggiore Giuseppe Zanchi (1890-1895), Accademia Carrara, Bergamo[6];
- Ritratto di Francesco Maria Zanchi (1890-1895), Accademia Carrara, Bergamo[7];
- Ritratto di Luigia Discacciati Zanchi (1890-1895), Accademia Carrara, Bergamo[8];
- Barbiere del nonno (1891);
- Ritratto di bambini (1891);
- Ritratto di Alessandro Zanchi (1892), Accademia Carrara, Bergamo[9];
- Sacra famiglia (1893), collezione privata (fino al 2003 esposto presso una cappella in via Roma a Piazza Brembana)[10];
- Reduce d’Africa (1896);
- Ritratto del cavaliere Angelo Bonicelli (1896), Istituti Educativi di Bergamo;
- Donizetti morente (1897);
- Giovane contadino (1901);
- Ritratto di Lorenzo Rota Rossi, cavaliere e avvocato (1901), Ospedale Papa Giovanni XXIII, Bergamo;
- Ritratto del dottor Cherubino Zanchi (1906), Ospedale Papa Giovanni XXIII, Bergamo;
- Ritratto dell’ing. Natale Calvi (1909);
- Ritratto di Rosa Berizzi (1910).